# 牛多隆
牛多隆，陕西大兴人，清朝政治人物。捐职出身。
道光二年七月，擔任清朝廣東省潮州府豐順縣知縣。后由陸瀚接任。